# 小行星10123
小行星10123（10123 Fideöja）是一颗绕太阳运转的小行星，为主小行星带小行星。该小行星于1993年3月17日发现。

## 轨道参数
小行星10123的轨道半长轴为2.2696001 UA，离心率为0.206。